# 蹄

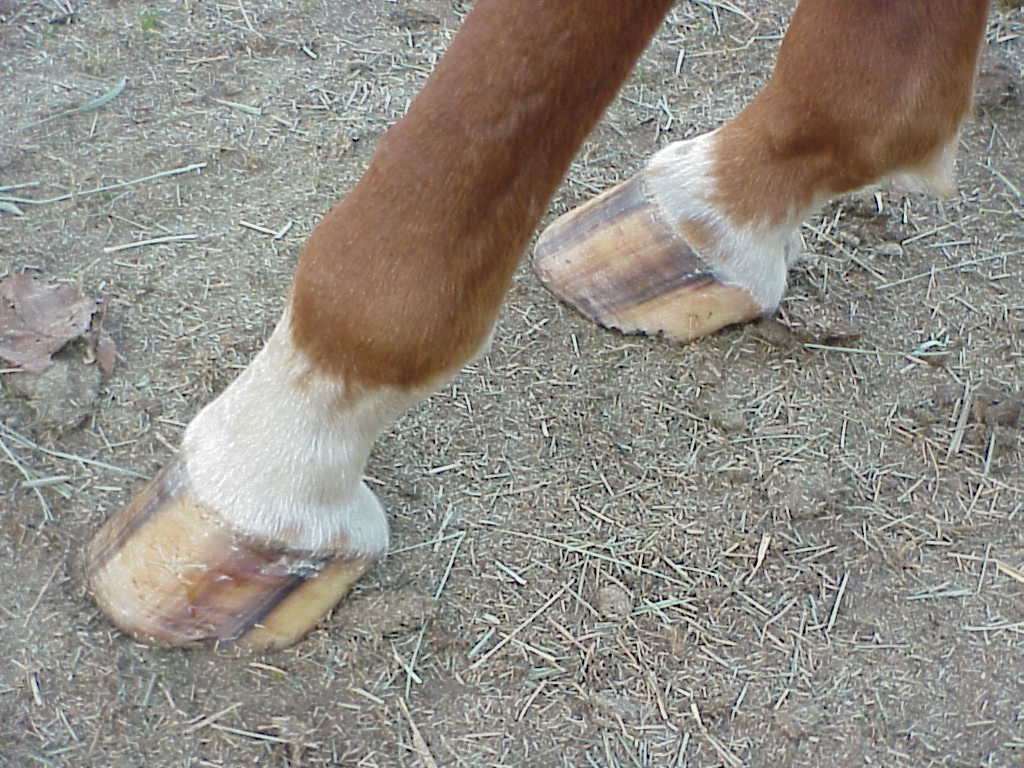
ウマの後肢の蹄。

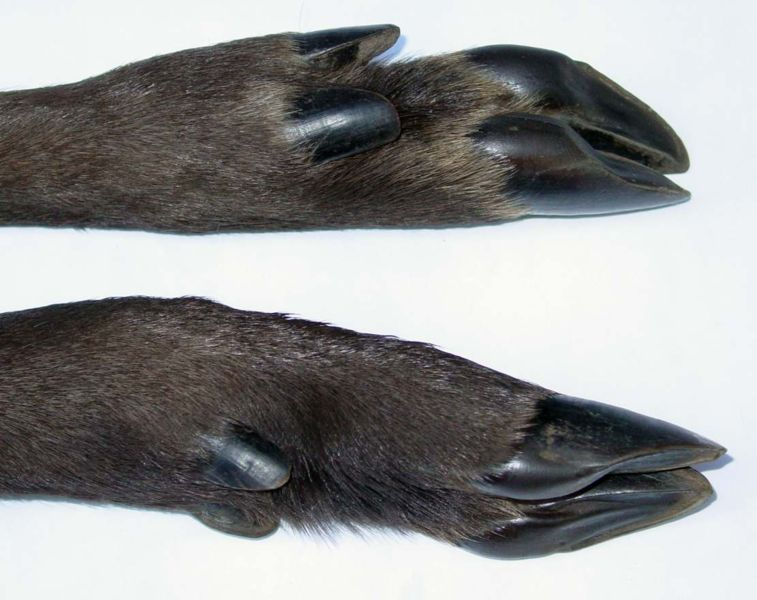
ノロジカの蹄。イノシシなどの偶蹄には、接地する蹄以外の部分に人差し指と小指が変形した狼爪、副蹄（ふくてい）、測蹄などと呼ばれるストッパーとしての役割がある蹄を有する。

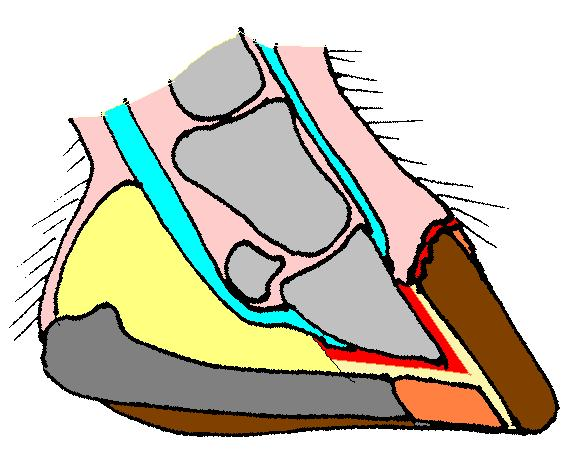
ウマの蹄の断面図。

蹄（ひづめ、英語: hoof, 複数形: hooves）は、哺乳動物が四肢端に持つ角質の器官。爪の一種である。

## 他の爪との違い
扁爪や鉤爪と比べると厚くて大きく、固い。指先を幅広く被って前に突き出している。
扁爪が指先の保護器官、鉤爪がひっかけるための器官であるのに対し、蹄は歩行の補助、すなわち土を蹴るための器官として使われる。これを持つ群では、進化の傾向として蹄のみが地面について体を支え、残りの指（副蹄）やかかとは高く地面から離れる。また指などの簡略化がすすみ、骨数や指数の減少を起こす。その結果として地面を速く走ることに優れるが、指を使った細かい操作などはできなくなっている。
蹄を持つ現生哺乳類は以下の通り。
- 偶蹄類（鯨偶蹄目から鯨類を除いたもの。ウシ、シカ、キリン、カバ、イノシシ、ラクダ等のなかま）
- 奇蹄目（ウマ、サイ、バクのなかま）

なお上記両者をあわせて呼称する有蹄類という語もある。なお、古くはゾウ、イワダヌキ、ジュゴン等アフリカ獣類の動物も有蹄類に含めたが、現代では前述の有蹄類とアフリカ獣類とでは全く系統が異なることが判明しているため、このような括り方は廃れている。詳しくは有蹄類を参照。
有蹄類は胎児期に蹄を使って地面を走るための予行演習のような動作をするが、この際に母体の子宮を傷つけないため、有蹄類の胎児の蹄には「蹄餅」（ていぺい）と呼ばれる餅状の物体が付着している。この蹄餅は、蹄の形成開始とほぼ同時に形成が開始し、出生直後に脱落する。

## ウマの蹄

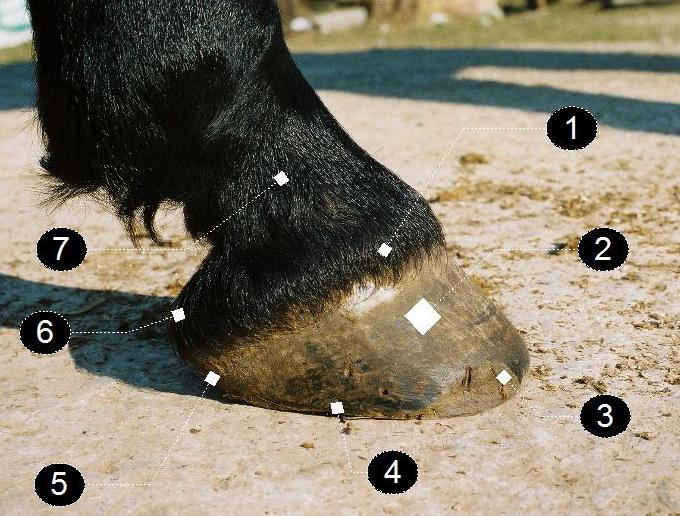
ウマの蹄の側面。
① 蹄冠（Coronet）
② 蹄壁（Wall）
③ 蹄尖（Toe）
④ 蹄側（Quarter）
⑤ 蹄踵（Heel）
⑥ 蹄球（Bulb）
⑦ 繋（Pastern）

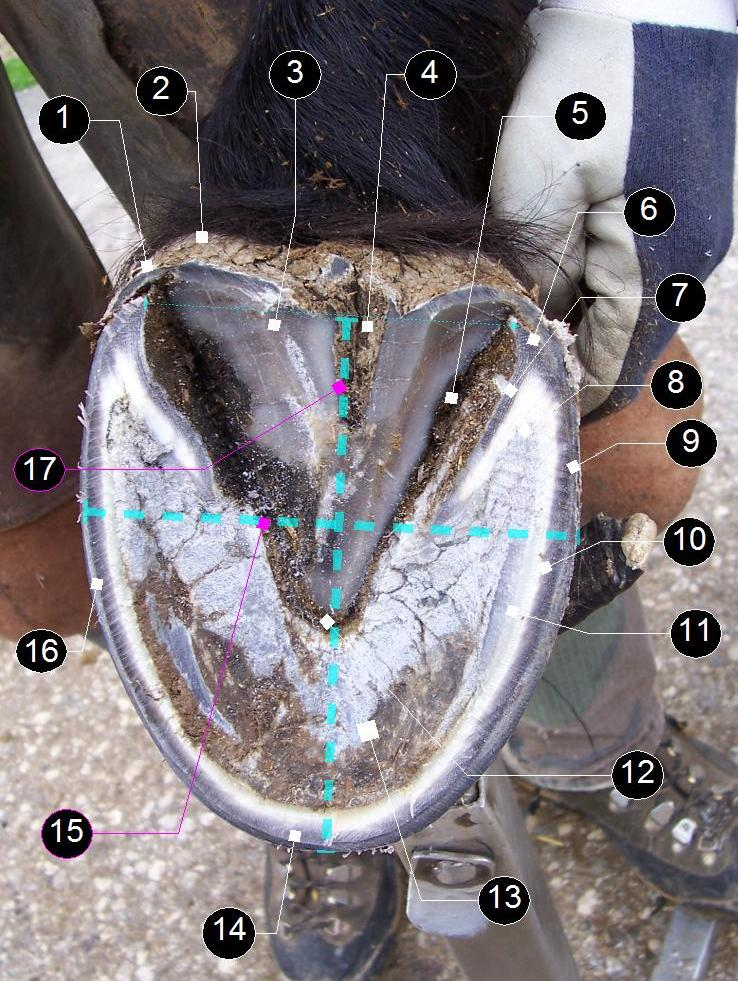
ウマの蹄の裏。
① 蹄踵（Heel）
② 蹄球（Bulb）
③ 蹄叉（Frog）
④ 蹄叉中溝（Central sulcus, Median furrow）
⑤ 蹄叉側溝（Collateral sulcus, Lateral furrow）
⑥ 蹄踵（Heel）
⑦ 蹄支（Bar）
⑧ 蹄支角（Seat of corn）
⑨ 蹄壁（Wall）
⑩ 蹄負面
⑪ 白線（White line）
⑫ 蹄叉尖（Apex, Point of frog）
⑬ 蹄底（Sole）
⑭ 蹄尖（Toe）
⑮ 蹄幅（How to measure hoof width）
⑯ 蹄側（Quarter）
⑰ 蹄長（How to measure hoof length）

蹄底が楔形に入り込んでいるところを「蹄支」（ていし, Bar）といいその屈折部を「蹄支角」（ていしかく, Seat of corn）という。
「蹄壁」（ていへき, Wall）は「蹄尖」（ていせん, Toe）、「蹄側」（ていそく, Quarter）、「蹄踵」（ていしょう, Heel）の三部に区分している。
蹄壁の平均的な厚さは成馬の蹄では前面の蹄尖部で約10ミリメートルともっとも厚く、蹄側、蹄踵の厚さの比率が前肢の蹄で4 : 3 : 2、後肢で3 : 2.5 : 2である。高さは、前肢で3 : 2 : 1、後肢で2 : 1.5 : 1で、蹄尖から蹄踵に向かってしだいに低くなっている。
硬さは、蹄尖でもっとも硬く、蹄側で中間、蹄踵でやや柔らかく、しなやかな感じがする。蹄壁の下縁が地面に接するところが、「蹄負面」（ていふめん）である。
蹄冠の後ろにある左右二個の球状の隆起を「蹄球」（ていきゅう, Bulb）といい、楔形の角質部を「蹄叉」（ていさ, Frog）、蹄叉の中央の溝を「蹄叉中溝」（ていさちゅうこう, Central sulcus, Median furrow）、蹄叉と蹄支との間の深い溝を「蹄叉側溝」（ていさそっこう, Collateral sulcus, Lateral furrow）という。
蹄の下面で、蹄叉の両面を占めるやや凹んだところが「蹄底」（ていてい, Sole）である。蹄底はお椀をひっくり返したようにいくらか凹んでいる。そのため、平らで固い道路を歩くときにパカパカという音が出る。蹄を裏返して蹄底を見てみると、蹄の外べりから8-10ミリメートル程度内側に入ったところ（ここまでを蹄負面という）で、蹄底の周囲を一周する2ミリメートル程度の黄白色の線がみえる。これが無知覚部と知覚部とを結合している「白線」（はくせん, White line）である。この部分より内側に釘を打ち込んだりすると強い痛みをともなう。

## 蹄の疾病と保護
病気（蹄病）
- 蹄叉腐爛（ていさふらん） - 蹄の間に汚物が挟まり蹄底が腐乱した状態。厩舎を整えることで予防される[2]。
- 蹄葉炎
- 馬蹄腫
- 巻き爪(ドイツ語：Zwanghuf)
- 白線裂 - 白線が腐って空洞になる症状
- 白帯病
- 蟻洞 - 蹄壁が剥離した状態[3]
- 蹄癌 - 癌
- 挫跖（ざせき）、蹄血斑（ていけっぱん） - 石を踏んでしまったなどで起きる蹄底の炎症（内出血）[4][3]。
- 裂蹄 - 蹄壁に亀裂が入った状態。乾燥する冬に多いため、蹄油で保護を行う[5]。

護蹄（蹄の保護）
牛や羊などの家畜は運動量が少なく爪が削れず伸びすぎて割れたり、蹄病にもかかり易くなるため削蹄師（さくていし）が削り整える。馬や荷役牛などは運動量が多いため、装蹄師が蹄鉄を施して摩耗から保護する。荷役牛などは偶蹄目であるため、馬のようなUの字ではなく、二個の蹄鉄が必要になる。
厩舎や蹄の清掃、清掃直後の蹄への塗油で蹄病の予防ができる。
蹄を守る保護具としてベルブーツや、蹄の裏まで守るフーフブーツがある。
蹄鉄が導入される以前の日本では、馬用のわらじ馬沓（うまぐつ）で保護が行われた。